# Atletica leggera ai Giochi della IV Olimpiade - 5 miglia
La competizione delle 5 miglia di atletica leggera dei Giochi della IV Olimpiade si tenne i giorni 15 e 18 luglio 1908 allo Stadio di White City a Londra.

## Risultati

### Turni eliminatori
| 6 Batterie | 15 luglio | 35 iscritti    | Si qualificano i vincitori + 4 migliori tempi. |
| Finale     | 18 luglio | 10 concorrenti |                                                |

### Batterie
1ª Batteria
| Pos. | Atleta           | Nazione     | Tempo   |
| ---- | ---------------- | ----------- | ------- |
| 1    | John Svanberg    | Svezia      | 25'46"2 |
| 2    | Charles Hefferon | Sudafrica   | 26'05"0 |
| 3    | George Blake     | Australasia | n/d     |
| -    | William Coales   | Regno Unito | dnf     |
| -    | Gaston Ragueneau | Francia     | dnf     |

2ª Batteria
| Pos. | Atleta                 | Nazione     | Tempo ufficiale |
| ---- | ---------------------- | ----------- | --------------- |
| 1    | Emil Voigt             | Regno Unito | 26'13"4         |
| 2    | Fred Bellars           | Stati Uniti | 26'49"0         |
| 3    | Pericle Pagliani       | Italia      | 26'56"4         |
| 4    | Kjeld Nielsen          | Danimarca   | 27'04"8         |
| -    | Willem Wakker          | Paesi Bassi | dnf             |
| -    | Nikolaos Kouloumberdas | Grecia      | dnf             |
| -    | Edward Dahl            | Svezia      | dnf             |

3ª Batteria
| Pos. | Atleta           | Nazione     | Tempo ufficiale |
| ---- | ---------------- | ----------- | --------------- |
| 1    | Seth Landqvist   | Svezia      | 27'00"2         |
| 2    | Edward Carr      | Stati Uniti | 27'24"4         |
| 3    | Julius Jørgensen | Danimarca   | 28'08"8         |
| 4    | Charles Hall     | Stati Uniti | 28'24"0         |
| 5    | Paul Nettelbeck  | Germania    | 28'31"6         |
| -    | Wilhelmus Braams | Paesi Bassi | dnf             |

4ª Batteria
| Pos. | Atleta         | Nazione     | Tempo ufficiale |
| ---- | -------------- | ----------- | --------------- |
| 1    | James Murphy   | Regno Unito | 25'59"2         |
| 2    | Fred Meadows   | Canada      | 26'16"2         |
| 3    | Georg Peterson | Svezia      | 26'59"2         |
| 4    | Paul Lizandier | Francia     | 27'10"8         |
| -    | Joe Deakin     | Regno Unito | dnf             |
| -    | Jack Tait      | Canada      | dnf             |
| -    | Jacques Keyser | Paesi Bassi | dnf             |

5ª Batteria
| Pos. | Atleta           | Nazione     | Tempo ufficiale |
| ---- | ---------------- | ----------- | --------------- |
| 1    | Arthur Robertson | Regno Unito | 25'50"2         |
| 2    | John Fitzgerald  | Canada      | 26'05"8         |
| 3    | Samuel Stevenson | Regno Unito | 26'17"0         |
| -    | Axel Wiegandt    | Svezia      | dnf             |
| -    | Joseph Lynch     | Australasia | dnf             |
| -    | Herb Trube       | Stati Uniti | dnf             |

6ª Batteria
| Pos. | Atleta            | Nazione     | Tempo ufficiale |
| ---- | ----------------- | ----------- | --------------- |
| 1    | Eddie Owen        | Regno Unito | 26'12"0         |
| 2    | William Galbraith | Canada      | 27'23"3         |
| 3    | Arnošt Nejedlý    | Boemia      | 28'29"8         |
| -    | Antal Lovas       | Ungheria    | dnf             |

### Finale (8047 metri)
I favoriti sono i padroni di casa. Il campione inglese in carica (sulle 4 miglia) è Emil Voigt, nato da genitori tedeschi. 

La gara è movimentata, diversi concorrenti si alternano alla guida. Dopo un miglio conduce l'inglese Owen con 4'46"2. Al passaggio del terzo miglio è davanti il sudafricano Hefferon. Quando manca un miglio all'arrivo passa per primo lo svedese Svanberg. L'inglese Voigt, che fino ad ora è rimasto dietro i primi e non ha mai tirato, si lancia all'attacco con una progressione irresistibile e vince in solitaria, staccando il secondo arrivato di oltre 12 secondi.

Voigt si ritirerà già nel 1910.
| Pos.    | Paese       | Atleta            | Età | Tempo ufficiale |
| ------- | ----------- | ----------------- | --- | --------------- |
| Oro     | Regno Unito | Emil Voigt        | 25  | 25'11"2         |
| Argento | Regno Unito | Edward Owen       | 22  | 25'24"0         |
| Bronzo  | Svezia      | John Svanberg     | 27  | 25'37"2         |
| 4       | Sudafrica   | Charles Hefferon  | 30  | 25'44"0         |
| 5       | Regno Unito | Arthur Robertson  | 29  | 26'13"0         |
| 6       | Canada      | Frederick Meadows | 22  | 26'16"2         |
| 7       | Canada      | John Fitzgerald   | 25  | n/d             |
| 8       | Stati Uniti | Frederick Bellars | 20  | n/d             |
| 9       | Svezia      | Seth Landqvist    | 26  | n/d             |
| -       | Regno Unito | James Murphy      | 28  | Rit.            |